# Krikor Bedros VIII Der Asdvazadourian
Krikor Bedros VIII Der Asdvazadourian (Armeens: Գրիգոր Պետրոս Ը. Տէր Աստուածատուրեան) (Perkenik – Bzommar, 9 januari 1866) was een katholikos-patriarch van de Armeens-Katholieke Kerk.
Krikor Der Asdvazadourian werd op 17 juli 1843 - nadat hij eerder twee keer een benoeming geweigerd had - door de synode van de Armeens-katholieke Kerk gekozen tot katholikos-patriarch van Cilicië van de Armeniërs als opvolger van Hagop Bedros VII Holassian die op 6 februari 1843 was overleden. Der Asdvazadourian nam daarop de naam Krikor Bedros VIII Der Asdvazadourian aan. Zijn benoeming werd op 25 januari 1844 bevestigd door paus Gregorius XVI. De zetel van het patriarchaat was gevestigd in Bzommar.